# Hermannia minuta
Hermannia minuta är en kvalsterart som beskrevs av Woas 1980. Hermannia minuta ingår i släktet Hermannia och familjen Hermanniidae. Inga underarter finns listade i Catalogue of Life.